# Artaxerxes Xahanxà
Artaxerxes Xahanxà o Ardashir Shahanshah fou el nom d'un dels tres reis (xas) anomenats Artaxerxes que foren vassalls del sassànida Artaxerxes I, esmentats a la inscripció de Sapor I a les muralles de Kabaye Zardosht. Els reis esmentats en la inscripció són:
- Satarop, rei d'Aparenak (regió de Nixapur)
- Artaxerxes, rei de Merv
- Artaxerxes, rei de Kirman
- Artaxerxes Xahanxà, rei dels saces o de Sacastene (Sistan)

Probablement aquests reis es van sotmetre a Artaxerxes I en la seva campanya del 225 a Orient. El nom apareix també en algunes monedes, però la lectura és complicada a causa del fet que alguna lletra no es pot veure clarament i no se sap a quin dels tres reis del mateix nom corresponen.